# Grand Prix du Morbihan
Grand Prix du Morbihan (indtil 2019 Grand Prix de Plumelec-Morbihan) er et fransk endagsløb i landevejscykling som arrangeres hvert år i slut maj/start juni. Løbet er blevet arrangeret siden 1974. Løbet er af UCI klassificeret med 1.Pro og er en del af UCI ProSeries. 

## Vindere
| År                                                   | Vinder                  | Toer                    | Treer                      |        |
| ---------------------------------------------------- | ----------------------- | ----------------------- | -------------------------- | ------ |
| Grand Prix de Plumelec                               |                         |                         |                            |        |
| 1974                                                 | Roger Pingeon           | Georges Talbourdet      | Patrick Béon               |        |
| 1975                                                 | Georges Talbourdet      | Jean-Claude Meunier     | Guy Leleu                  |        |
| 1976                                                 | Robert Alban            | Raymond Martin          | Roland Smet                |        |
| 1977                                                 | André Chalmel           | Jacques Bossis          | André Corbeau              |        |
| 1978                                                 | Raymond Martin          | Pierre Bazzo            | Régis Delépine             |        |
| 1979 ikke arrangeret                                 |                         |                         |                            |        |
| 1979                                                 | aflyst                  | aflyst                  | aflyst                     | aflyst |
| 1980                                                 | Christian Muselet       | René Bittinger          | Jean-Philippe Vandenbrande |        |
| 1981                                                 | Robert Alban            | Christian Levavasseur   | Pierre Le Bigaut           |        |
| 1982                                                 | Fabien De Vooght        | Gilbert Duclos-Lassalle | Robert Alban               |        |
| 1983                                                 | Laurent Fignon          | Christian Corre         | Alain Vigneron             |        |
| 1984                                                 | Pierre Bazzo            | Patrick Bonnet          | Jérôme Simon               |        |
| 1985                                                 | Marc Madiot             | Denis Roux              | Yvon Madiot                |        |
| 1986                                                 | Gilbert Duclos-Lassalle | Rudy Rogiers            | Thierry Barrault           |        |
| 1987                                                 | Johnny Weltz            | Laurent Biondi          | Bernard Vallet             |        |
| À travers le Morbihan                                |                         |                         |                            |        |
| 1988                                                 | Frédéric Brun           | Gérard Rué              | Thierry Claveyrolat        |        |
| 1989                                                 | aflyst                  | aflyst                  | aflyst                     | aflyst |
| 1990                                                 | Johan Museeuw           | Etienne De Wilde        | Hendrik Redant             |        |
| 1991                                                 | Bruno Cornillet         | Peter De Clercq         | Søren Lilholt              |        |
| 1992                                                 | Peter De Clercq         | Marcel Wüst             | Franck Boucanville         |        |
| 1993                                                 | Marcel Wüst             | Jans Koerts             | Jaan Kirsipuu              |        |
| 1994                                                 | Peter De Clercq         | François Simon          | Ronan Pensec               |        |
| 1995                                                 | Francis Moreau          | Jaan Kirsipuu           | Christophe Leroscouet      |        |
| 1996                                                 | Johan Capiot            | Jaan Kirsipuu           | Niko Eeckhout              |        |
| 1997                                                 | Christophe Agnolutto    | Jacky Durand            | Xavier Jan                 |        |
| 1998                                                 | Laurent Desbiens        | Cyril Saugrain          | Dominique Rault            |        |
| 1999                                                 | Patrice Halgand         | Laurent Desbiens        | Johan De Geyter            |        |
| 2000                                                 | Patrice Halgand         | Sergej Jakovlev         | Dave Bruylandts            |        |
| 2001                                                 | Gilles Maignan          | Stuart O'Grady          | Rubén Díaz de Cerio        |        |
| 2002                                                 | Laurent Lefèvre         | Nicolas Vogondy         | Stéphane Heulot            |        |
| 2005 ikke arrangeret Grand Prix de Plumelec-Morbihan |                         |                         |                            |        |
| 2003                                                 | Nicolas Vogondy         | Sylvain Chavanel        | Andy Flickinger            |        |
| 2004                                                 | Thomas Voeckler         | Laurent Paumier         | Pierrick Fédrigo           |        |
| 2005                                                 | aflyst                  | aflyst                  | aflyst                     | aflyst |
| 2006                                                 | Cédric Hervé            | Anthony Charteau        | Samuel Dumoulin            |        |
| 2007                                                 | Simon Gerrans           | Yann Huguet             | David Lelay                |        |
| 2008                                                 | Thomas Voeckler         | Cyril Gautier           | Gianni Meersman            |        |
| 2009                                                 | Jérémie Galland         | Mickaël Larpe           | Blel Kadri                 |        |
| 2010                                                 | Wesley Sulzberger       | Renaud Dion             | Stéphane Augé              |        |
| 2011                                                 | Sylvain Georges         | Pierrick Fédrigo        | Jérémie Galland            |        |
| 2012                                                 | Julien Simon            | Samuel Dumoulin         | Javier Mejías              |        |
| 2013                                                 | Samuel Dumoulin         | Anthony Geslin          | Julien Simon               |        |
| 2014                                                 | Julien Simon            | Luis Ángel Maté         | Armindo Fonseca            |        |
| 2015                                                 | Alexis Vuillermoz       | Julien Simon            | Pierrick Fédrigo           |        |
| 2016                                                 | Samuel Dumoulin         | Alexis Vuillermoz       | Arthur Vichot              |        |
| 2017                                                 | Alexis Vuillermoz       | Jonathan Hivert         | Samuel Dumoulin            |        |
| Grand Prix du Morbihan                               |                         |                         |                            |        |
| 2018                                                 | Andrea Pasqualon        | Julien Simon            | Samuel Dumoulin            |        |
| 2019                                                 | Benoît Cosnefroy        | Jesús Herrada           | Odd Christian Eiking       |        |
| 2020                                                 | aflyst                  | aflyst                  | aflyst                     | aflyst |
| 2021                                                 | Arne Marit              | Bryan Coquard           | Elia Viviani               |        |
| 2022                                                 | Julien Simon            | Alexander Kristoff      | Jake Stewart               |        |
| 2023                                                 | Arnaud De Lie           | Romain Grégoire         | Rasmus Tiller              |        |
| 2024                                                 | Benoît Cosnefroy        | Axel Zingle             | Arnaud De Lie              |        |
| 2025                                                 |                         |                         |                            |        |